# غوردون لوي
غوردون لوي (بالإنجليزية: Gordon Lowe)‏ مواليد 21 يونيو 1884 في بريطانيا العظمى - الوفاة 17 مايو 1972 في لندن، كان لاعب كرة مضرب بريطاني وكان يلعب باليد اليمنى. كما أنه أحد أبطال الجراند سلام. أعلى تصنيف له في الفردي كان المركز الـ 8 في سنة 1914. سبق أن شارك في دورة الألعاب الأولمبية الصيفية.

## النهائيات

### اللقب (1)
| السنة | البطولة                       | المنافس في النهائي | النتيجة            |
| 1915  | بطولة أستراليا المفتوحة للتنس | هوراس رايس         | 4–6, 6–1, 6–2, 6–4 |

## روابط خارجية
- غوردون لوي على موقع رابطة محترفي التنس (الإنجليزية)
- غوردون لوي على موقع الاتحاد الدولي لكرة المضرب (الإنجليزية)
- غوردون لوي على موقع كأس ديفيز (الإنجليزية)
- غوردون لوي على موقع أرشيف التنس.كوم (الإنجليزية)
- غوردون لوي على موقع بطولة ويمبلدون (الإنجليزية)
- غوردون لوي على موقع خلاصة التنس.كوم (الإنجليزية)
- غوردون لوي على موقع أوليمبيديا (الإنجليزية)
- غوردون لوي على موقع اللجنة الأولمبية البريطانية (الإنجليزية)